# Distretto di Pancán
Il distretto di Pancán  è uno dei trentaquattro distretti della provincia di Jauja, in Perù. Si trova nella regione di Junín e si estende su una superficie di 10,89 chilometri quadrati.